# Karola Franková
Karola Franková, roz. Blascheková (13. srpna 1913 Most – 1982?) byla sudetoněmecká lékařka a druhá žena Karla Hermanna Franka, státního tajemníka Úřadu říšského protektora Protektorátu Čechy a Morava.

## Životopis
Narodila se do rodiny sudetských Němců. Jako lékařka pracovala v Praze ve Všeobecné nemocnici. S Karlem Hermannem Frankem se vzali 14. dubna 1940.
Na rozdíl od Franka ovládala češtinu. Byla řadovou členkou NSDAP, ale politikou se nezabývala. Její bratr byl prosazen jako úředník do úřadu Reichsprotektora díky vlivu jejího manžela. Po skončení druhé světové války byla zadržena u Rokycan na útěku v koloně vozů spolu se svým mužem a dětmi. Následně byla převezena do Prahy do Bartolomějské ulice, zatímco děti zůstaly s chůvou. V Bartolomějské ulici strávila v pátém patře budovy několik dní. Zde o ní projevila zájem sovětská vojenská zpravodajská služba. Před koncem května 1945 byla odvezena na vojenské letiště poblíž Drážďan. Odtud byla přepravena do Sovětského svazu do Moskvy do věznice v Lubjance. V Sovětském svazu byla odsouzena k 12 letům vězení. Jeden rok strávila ve vězení v Lubjance a zbytek v pracovním táboře v Kazachstánu. Její osud v sovětském zajetí není zcela vyjasněn a je předmětem bádání historiků. Pravděpodobně v roce 1955 na základě smlouvy mezi Sovětským svazem a Německem o předávání válečných zajatců byla propuštěna a vrátila se do Vestfálska v Západním Německu, kde se vrátila ke svému lékařskému povolání. O popravě svého muže se dozvěděla až po svém návratu do Německa. Podařilo se jí také nalézt děti, kterých se v internačním táboře v Plzni ujalo několik německých žen. Děti byly pak převezeny do Německa a žily v rodinách pod novými jmény. Během čtyř let pátrání se jí podařilo všechny tři děti postupně najít. O datu jejího úmrtí existují spekulace.
Spolu s Frankem měli tři děti:
- Edda, narozená 16. srpna 1941
- Holle, narozená 8. března 1944
- Wolf-Dietrich, narozený 20. srpna 1942